# Emma Beiter Bomme
Emma Beiter Bomme (* 28. Juni 1998) ist eine dänische Leichtathletin, die sich auf den Sprint spezialisiert hat.

## Sportliche Laufbahn
Erste internationale Erfahrungen sammelte Emma Beiter Bomme beim Europäischen Olympischen Jugendfestival (EYOF) 2013 in Utrecht, bei dem sie mit der dänischen 4-mal-100-Meter-Staffel im Vorlauf disqualifiziert wurde. 2015 startete sie über 100 und 200 Meter bei den Jugendweltmeisterschaften in Cali, schied dort aber mit 12,38 s und 25,24 s jeweils in der ersten Runde aus. 2019 scheiterte sie dann bei den U23-Europameisterschaften im schwedischen Gävle im 200-Meter-Lauf mit 24,52 s in der Vorrunde. Bei den World Athletics Relays 2021 im polnischen Chorzów belegte sie in 45,34 s den sechsten Platz mit der 4-mal-100-Meter-Staffel und erreichte mit der 4-mal-200-Meter-Staffel mit neuem Landesrekord von 1:37,80 min Rang vier. Im August nahm sie mit der 4-mal-100-Meter-Staffel an den Olympischen Spielen in Tokio teil und verpasste dort trotz neuer Rekordzeit von 43,51 s den Finaleinzug.
In den Jahren 2014, 2015 und 2019 wurde Bomme dänische Meisterin in der 4-mal-100-Meter-Staffel. Zudem wurde sie 2019 Hallenmeisterin im 200-Meter-Lauf sowie 2020 in der 4-mal-200-Meter-Staffel.

## Persönliche Bestzeiten
- 100 Meter: 11,75 s (+1,5 m/s), 29. Mai 2021 in Oordegem
  - 60 Meter (Halle): 7,47 s, 16. Januar 2021 in Randers
- 200 Meter: 23,76 s (+0,5 m/s), 29. Mai 2021 in Oordegem
  - 200 Meter (Halle): 23,99 s, 16. Januar 2021 in Randers